# 中子星碰撞
中子星碰撞（英語：Neutron Star collision），又稱中子星合併、中子星併合（Neutron star merger），是一種恆星碰撞，其發生方式類似於兩顆白矮星合併所致的Ia超新星。當兩顆中子星緊密地相互繞行時，它們會因為引力輻射的關係而隨著時間的推移向內旋轉，最終會發生碰撞，並形成更大質量的中子星或黑洞（會變成哪種情況取決於殘餘物的質量是否超過歐本海默極限）。該碰撞可以在1~2毫秒的時間內產生比地球強數萬億倍的磁場，同時還據信會產生短伽瑪射線暴。併合也被認為會產生複數的千新星。

## 已知的碰撞

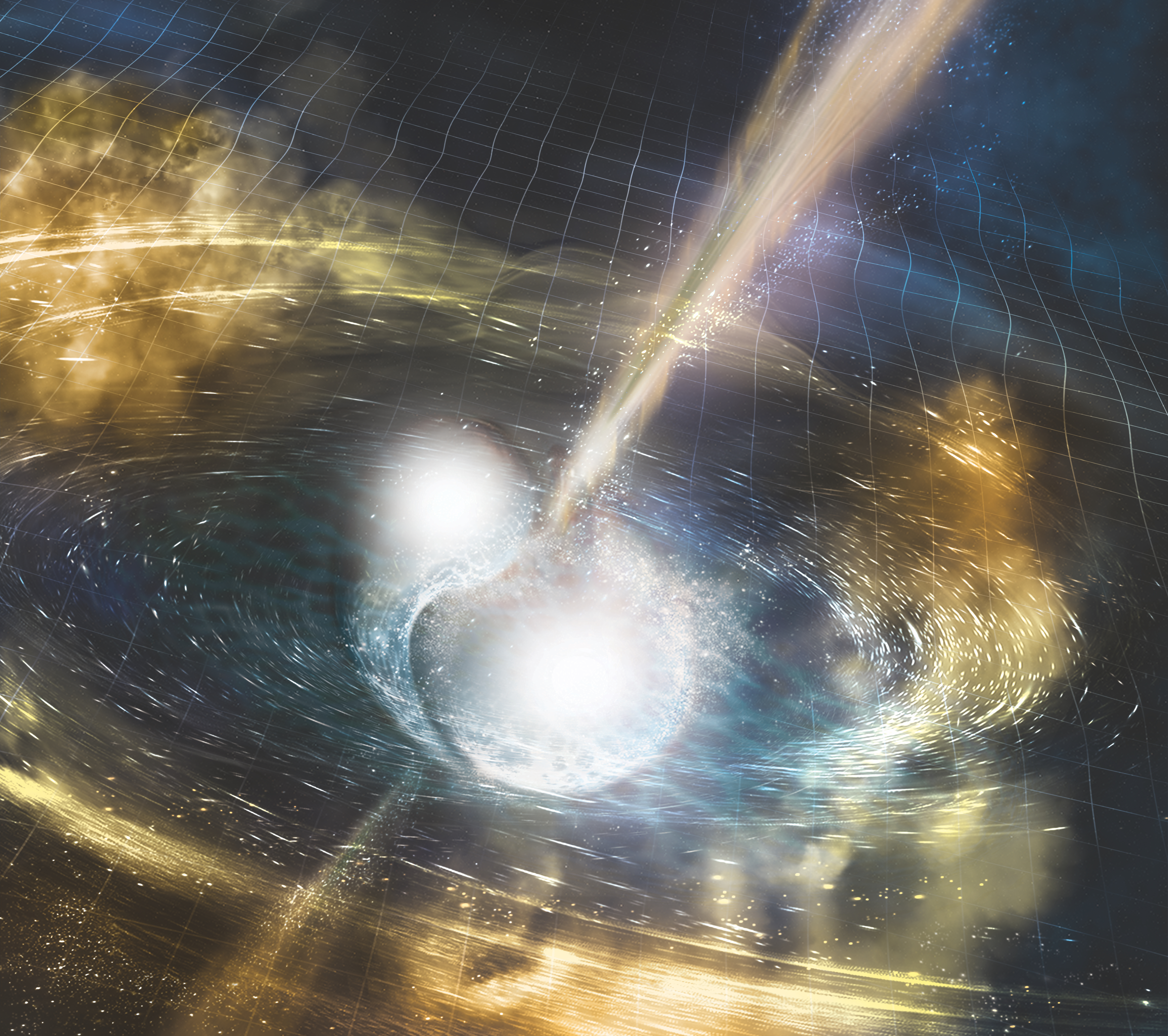
兩顆中子星併合的藝術繪圖

2017年8月17日，雷射干涉重力波天文台（LIGO）和室女座干涉儀（VIRGO）觀察到一起重力波事件，代號為GW170817，發生緣由為位於長蛇座NGC 4993內的兩顆中子星的合併。GW170817亦似乎與短（≈2秒長）伽瑪射線暴GRB 170817A有關，其在GW信號發生後1.7秒被檢測，並在約11小時後找到中子星碰撞產生的光學暫現源SSS17a。
GW170817與GRB 170817A在空間和時間上的聯繫強而有力地證明了中子星碰撞會產生短伽馬射線爆發。之後又在兩者發生的區域偵獲到「斯沃普超新星巡天2017a」（SSS17a）而這也成為中子星合併會產生千新星的有力證據。
2018年10月，天文學家2015年偵測到的伽馬射線暴事件GRB 150101B可能與GW170817直接相關。兩個事件之間的關聯在於伽馬射線、光學、X射線射出數量與兩者所屬星系的性質等方面。這項發現令天文學家大為震驚，暗示該兩個獨立事件可能都是中子星碰撞的結果，另一種可能是兩者都是千新星。研究人員表示這可能代表中子星碰撞在宇宙中並不罕見。同樣在2018年10月，科學家們提出可利用重力波事件（尤其是中子星碰撞事件）的信息來計算哈勃常數，以進一步確定膨脹宇宙的速率。
2019年4月，LIGO和Virgo重力波天文台宣布下一個候選事件為中子星碰撞的概率為99.94%。雖說如此，但兩個團隊之後進行了廣泛的後續觀察，但未發現任何相關的電磁波對應物 。同樣在2019年4月，茲威基瞬變設施開始通過觀測重力波追蹤中子星事件。

### XT2（磁星）
在2019，錢德拉X射線天文台的數據分析指出於66億光年外有兩顆中子星發生碰撞，並發出代碼為XT2的X射線訊號。該碰撞產生出一顆磁星，其釋出的電磁波能被偵測數小時。

## 外部連結
- 相關影片（2017年10月16日）：
  - YouTube上的AAAS (02:42)
  - YouTube上的Caltech (03:56)
  - YouTube上的MIT (00:42)
  - YouTube上的SciNews (01:46)